# 9-й гвардійський винищувальний авіаційний полк (СРСР)
9-й гвардійський винищувальний авіаційний полк (9-й гв. вап) — військова частина військово-повітряних сил Червоної Армії періоду Другої Світової війни і повоєнного періоду.
За роки німецько-радянської війни льотчиками полку було знищено 558 літаків супротивника.

## Історія створення
9-й гвардійський винищувальний авіаційний полк утворений відповідно наказу НКО СРСР № 70 від 7 березня 1942 року на базі 69-го винищувального авіаційного полку. У цей час полк перебував у Кіровабаді (Закавказзя) на поповненні і перенавчанні на винищувач ЛаГГ-3.
1 червня 1942 року військовий комісар Закавказького військового округу Герой Радянського Союзу полковий комісар А. Д. Якименко вручив полку Гвардійський прапор.

## Бойовий шлях
10 червня 1942 року полк у повному складі на літаках ЛаГГ-3 вилетів у район Харкова, де увійшов до складу 268-ї винищувальної авіаційної дивізії 8-ї повітряної армії Південно-Західного фронту. Основним завданням полку було прикриття наземних військ і взаємодія з 271-ю бомбардувальною авіаційною дивізією.
З 27 липня 1942 року полк увійшов до складу військ Сталінградського фронту. У розпал Сталінградської битви німецьке командування перекинуло туди 52-гу ескадру, яка вважалася ударною міццю німецької авіації. Для протидії супротивнику, за ініціативою командувача повітряною армією Т. Т. Хрюкіна на базі 9-го гв. вап був створений «полк асів». У полк прийшли М. Д. Баранов, Амет-Хан Султан, О. М. Карасьов, І. Я. Сержантов та інші. У терміновому порядку льотчики були перепідготовлені для роботи на винищувачі Як-1. Незабаром 9-й гв. вап знову включився в бойову роботу. Діючи з аеродромів Зети і Трудолюбіє, він успішно виконував спеціальні завдання командування зі знищення бомбардувальників і транспортних літаків супротивника, які підтримували оточені в Сталінграді німецькі війська. За період ліквідації оточеного угруповання Ф. Паулюса льотчики полку здійснили 693 бойових вильоти, провели 64 групових повітряних бої, в яких збили 40 ворожих літаків.
30 Грудня 1942 року 9-й гв. вап разом з іншими частинами 8-ї повітряної армії увійшов до складу військ Південного фронту і виконував операції з підтримки військ, які перейшли в наступ на Ростовському напрямку.
При проведенні наступальних операцій військ Південного (з 20.10.1943 р. — 4-го Українського) фронту, авіатори 9-го гв. вап лише в літній період 1943 року здійснили 2289 бойових вильотів і провели 126 повітряних боїв, в яких було збито 156 ворожих літаків.
10 серпня 1943 року полк був відведений у тил, в район Новошахтинська Ростовської області для поповнення льотним складом, і отримання нових машин. З серпня 1943 р. до літа 1944 р. полк мав на озброєнні американські винищувачі «Аерокобра».
Зазнавши значних втрат, супротивник на початку лютого 1944 року змушений був відійти на правий берег Дніпра, позбувшись Нікопольського плацдарму.
За час боїв по визволенню Криму льотчики 9-го гв. вап здійснили 904 літако-вильоти, провели 57 групових повітряних боів, у яких збили в повітрі 36, на землі спалили 1 і вивели з ладу 14 літаків противника.
З літа 1944 року полк приступив до освоєння нового винищувача Ла-7, який перебував на озброєнні полку до кінця війни. Навчання і доукомплектування проходило у Підмосков'ї.
27 жовтня 1944 року 9-й гв. вап в кількості 44 екіпажів трьома групами перелетів на 3-й Білоруський фронт і розмістився на аеродромі в містечку Руткішки. Полк увійшов до складу 303-ї винищувальної авіаційної Смоленської Червонопрапорної дивізії 1-ї повітряної армії.
У її складі авіатори полку з успіхом виконували бойові завдання командування під час бойових дій у Східній Пруссії, при штурмі Кенігсбергу, у безперервних повітряних боях над Земландським півостровом.
На завершальному етапі німецько-радянської війни льотчики 9-го гв. вап брали участь у боях на берлінському напрямку. Полк одержав завдання вести «вільне полювання» в небі над Берліном.
Всього за роки війни льотчики полку здійснили 15152 бойових літако-вильотів, знищивши в цілому 558 літаків, 50 гармат, 31 паровоз, 43 вагони, 2 склади з боєприпасами, 15 цистерн з пальним, 6 катерів, 6 барж, 4 автотягачі, 665 автомашин, 430 возів, 765 коней, 12770 солдатів і офіцерів противника. 21 раз оголошувалась подяка особовому складу полку в наказах Верховного Головнокомандувача.

## Командири полку
- Шестаков Лев Львович, гвардії майор (10.08.41 — 15.08.43);
- Морозов Анатолій Опанасович, гвардії підполковник (15.08.43 — 18.06.44, загинув);
- Ковачевич Аркадій Федорович, гвардії капітан (18.06.44 — 10.44, т.в.о.);
- Лавриненков Володимир Дмитрович, гвардії майор (10.44 — 08.45).

## Нагороди і почесні звання
- Одеський — Наказ НКО СРСР від 3 травня 1943 року — «…за зразки мужності і геройства в боротьбі проти фашистських загарбників, а також з метою подальшого закріплення пам'яті про героїчні подвиги наших славних авіаторів…»
- — Указ Президії Верховної Ради СРСР від 10 лютого 1942 року — за зразкове виконання бойових завдань командування під час героїчної оборони Одеси.
- — за зразкове виконання бойових завдань командування у Східній Прусії.

## Герої полку
У складі 9-го гв. вап воювали 28 Героїв Радянського Союзу, 25 з них були його вихованцями, а 4 льотчикам це звання присвоювалось двічі.

### Двічі Герої Радянського Союзу
- Алелюхін Олексій Васильович (збив 34 літаки)
- Амет-Хан Султан (збив 30 літаків)
- Головачов Павло Якович (збив 30 літаків)
- Лавриненков Володимир Дмитрович (збив 35 літаків)

### Герої Радянського Союзу
- Асташкін Михайло Єгорович
- Байков Георгій Іванович
- Баранов Михайло Дмитрович
- Борисов Іван Григорович
- Драніщев Євген Петрович
- Єлизаров Сергій Михайлович
- Єлохін Агій Олександрович
- Карасьов Олександр Микитович
- Ковачевич Аркадій Федорович
- Корольов Іван Георгійович
- Кузьмін Георгій Павлович
- Куниця Семен Андрійович
- Літвяк Лідія Володимирівна
- Маланов Олексій Олексійович
- Морозов Анатолій Опанасович
- Пішкан Іван Оникійович
- Полоз Петро Варнавович (позбавлений звання 19.07.1963)
- Рикачов Юрій Борисович
- Сержантов Іван Якович
- Сірогодський Василь Олександрович
- Тимофієнко Іван Васильович
- Топольський Віталій Тимофійович
- Череватенко Олексій Тихонович
- Шестаков Лев Львович
- Шилов Михайло Ілліч

### Герої Російської Федерації
- Буданова Катерина Василівна